# Forno crematório
Forno crematório é o local onde se colocam objetos que é submetido a temperaturas altíssimas para ser transformado em cinzas.
Assim como os incineradores de lixo, que poluíam a atmosfera no Rio de Janeiro na década de 1960, na Segunda Guerra Mundial os fornos de algumas industrias desativadas já na Alemanha, foram adaptados para fins de cremação, ou seja, a higienização ambiental era feita através de incineração em grande escala do material em decomposição recolhido diretamente nas ruas e entre os quais muitos eram pedaços dos cadáveres de pessoas e animais.
Apesar da ocorrência constante da inversão térmica "fenômeno muito comum nas regiões frias", a dissipação atmosférica (originada da incineração de cadáveres) foi a única forma de evitar a peste e a epidemias nos campos de concentração e igualmente dar um fim rápido aos corpos de vitimas dos bombardeios da aviação Aliada que já deveriam infestar esses locais. Isso não quer dizer que fornos crematórios sejam uma invenção do partido nazista, muito antes na Alemanha a cultura de diversos países já faziam como é  o caso da Índia.